# B.D. Graft
 (juin 2020).
Pour les articles homonymes, voir Graft (homonymie).
Brian de Graft (né le 21 septembre 1988), mieux connu sous le nom de BD Graft, est un artiste visuel allemand vivant et travaillant à Amsterdam, aux Pays-Bas. 

## Jeunesse et carrière
De Graft est né à Mayen, en Allemagne, d'une mère allemande et d'un père ghanéo-néerlandais. À l'âge de sept ans, sa famille déménage dans le sud-est de Londres, en Angleterre, où ils resteront pendant sept ans. C'est ici que De Graft découvre son amour pour la musique et le skateboard, ce qui va influencer son art.  
A 14 ans, la famille déménage à Cologne, en Allemagne, où De Graft termine ses études secondaires.
En 2011, De Graft part vivre à Amsterdam, aux Pays-Bas, pour étudier à l' Université d'Amsterdam. Il obtient un baccalauréat en Médias et Culture (avec une spécialisation en cinéma), suivi d'une maîtrise en littérature et culture anglaises. Au cours de ses études, De Graft commence à faire de l'art comme passe-temps. En 2014, il télécharge son travail sur Instagram et décide de se concentrer sur son art à temps plein fin 2016.
Les thèmes récurrents dans le travail de De Graft incluent la propriété (notamment son projet "Is It Mine if I Add Some Yellow?"-, la nature, la poursuite du bonheur. Il travaille principalement sur papier et toile à l' aide d'acrylique, de pastels à l'huile et de fusain.

## Expositions et collaborations
De Graft a exposé à l'international, notamment à Séoul et à New York, et a collaboré avec des créateurs et des marques notables, notamment le groupe de rock australien Pond et la marque de mode Off-White.
En 2020, il a participé à la Foire de Rotterdam aux Pays-Bas, et à la Foire Art Paris en France avec la galerie Double V. 

## Livre
Le premier livre de De Graft "Living Things", qui présente ses œuvres à base de plantes, a été publié par la maison d'édition Zioxla en 2019.